# 진화론의 활용
진화 생물학, 특히 유기체가 자연 선택을 통해 진화하는 방식에 대한 이해는 많은 실제 적용이 가능한 과학 분야이다. 창조론자들은 종종 진화론이 실제적인 활용이 부족하다고 주장하지만, 이 주장은 과학자들에 의해 반박되었다.

## 생물학
진화론적 접근은 특히 유기체 생물학과 생태학에서 진화 자체를 연구하지 않는 생물학의 많은 현재 연구의 핵심이다. 예를 들어, 진화론적 사고는 생명사 이론의 핵심이다. 유전자의 주석과 그 기능은 비교, 즉 진화적 접근 방식에 크게 의존한다. 진화 발달 생물학 분야는 발달과정이 어떻게 진화했는지 결정하기 위해 비교 방법을 사용하여 어떻게 작동하는지 조사한다.

## 품종 개량
진화의 주요 기술 응용 프로그램은 유기체 집단에서 특정 특성의 의도적인 선택인 품종개량이다. 인간은 식물과 동물을 길들일 때 수천 년 동안 품종 개량을 사용해 왔다. 보다 최근에 이러한 선택은 분자생물학에서 DNA를 조작하는 데 사용되는 항생제 내성 유전자와 같은 선택 가능한 마커와 함께 유전 공학의 중요한 부분이 되었다. 또한 지시 진화(directed evolution)라고 하는 과정에서 변형된 효소 또는 새로운 항체와 같은 특정 특성을 가진 단백질을 진화시키기 위해 돌연변이 및 선택의 반복 라운드를 사용하는 것이 가능하다.

## 약

자연 선택을 통해 항생제 내성이 어떻게 진화하는지에 대한 도식적 표현이다. 범례는 개인의 저항 수준을 나타낸다. 상단 섹션은 항생제에 노출되기 전의 박테리아 개체군을 나타낸다. 중간 섹션은 노출 직후의 인구, 선택이 발생한 단계를 보여준다.
마지막 섹션은 새로운 세대의 박테리아에서 저항 분포를 보여준다.

항생제 내성은 염색체 복제당 약 1/10 8의 비율로 생기는 병원체 게놈의 점 돌연변이 결과일 수 있다. 병원체에 대한 항생제 작용은 환경적 압력으로 볼 수 있다. 그들이 생존할 수 있도록 돌연변이를 가진 박테리아는 계속해서 번식할 것이다. 그런 다음 그들은 이 특성을 자손에게 전달하여 완전히 저항하는 콜로니(군집)가 된다.
유기체의 진화 과정에서 발생한 변화를 이해하면 신체의 일부를 구성하는 데 필요한 유전자, 즉 인간의 유전 질환과 관련된 유전자를 밝힐 수 있다. 예를 들어, 멕시칸 테트라는 진화하는 동안 시력을 잃은 백색증 동굴 물고기이다. 다른 동굴에서 진화한 고립된 개체군에서 다른 돌연변이가 발생했기 때문에 이 맹인 물고기의 다른 개체군을 교배하면 기능적인 눈을 가진 일부 자손이 생성되었다. 이것은 크리스탈 린 및 멜라노코르틴 1 수용체와 같은 시력 및 색소 침착에 필요한 유전자를 식별하는 데 도움이 되었다. 유사하게, 적혈구가 없는 남극 빙어의 게놈을 남극 바위 대구와 같은 가까운 친척과 비교하면 이러한 혈액 세포를 만드는 데 필요한 유전자가 밝혀졌다.

## 컴퓨터 과학
진화는 고도로 최적화된 프로세스와 네트워크를 생성할 수 있으므로 컴퓨터 과학에 많은 응용 프로그램이 있다. 여기에서 진화 알고리즘과 인공 생명을 사용한 진화 시뮬레이션은 1960년대 Nils Aall Barricelli의 작업으로 시작되어 품종 개량 시뮬레이션에 관한 일련의 논문을 발표한 Alex Fraser에 의해 확장되었다.
인공 진화는 1960년대와 1970년대 초 Ingo Rechenberg의 작업의 결과로 널리 인정된 최적화 방법이 되었다. 그는 진화 전략을 사용하여 복잡한 엔지니어링 문제를 해결했다. 특히 유전 알고리즘은 John Holland의 저술을 통해 대중화되었다. 학문적 관심이 높아짐에 따라 컴퓨터의 능력이 극적으로 증가하면서 컴퓨터 프로그램의 자동 진화를 비롯한 실용적인 응용이 가능해졌다. 진화 알고리즘은 이제 인간 설계자가 만든 소프트웨어보다 다차원 문제를 더 효율적으로 해결하고 시스템 설계를 최적화하는데 사용한다.